# 东冶镇 (五台县)
东冶镇，是中华人民共和国山西省忻州市五台县下辖的一个乡镇级行政单位。东冶镇是山西省五台县第一大镇，相传因古为冶炼铜铁之地而得名。它位于五台县境西南，南临滹沱河，西傍小银河，与定襄、原平仅一山之隔，是太原、忻州至五台山和阜平的必经之处，故一向为县境门户、交通枢纽、货物集散之地。

## 行政区划
东冶镇下辖以下地区：
镇北街村、镇西街村、东街村、南街村、五级村、槐阴村、北大兴一村、北大兴二村、北大兴三村、南大兴村、望景岗村、永安村、永兴村、文兴村、石村、前堡村、大朴村、山底村、南横岭村、新堡村、曲家屯村和西河村。